# Universitetsparken, Uppsala

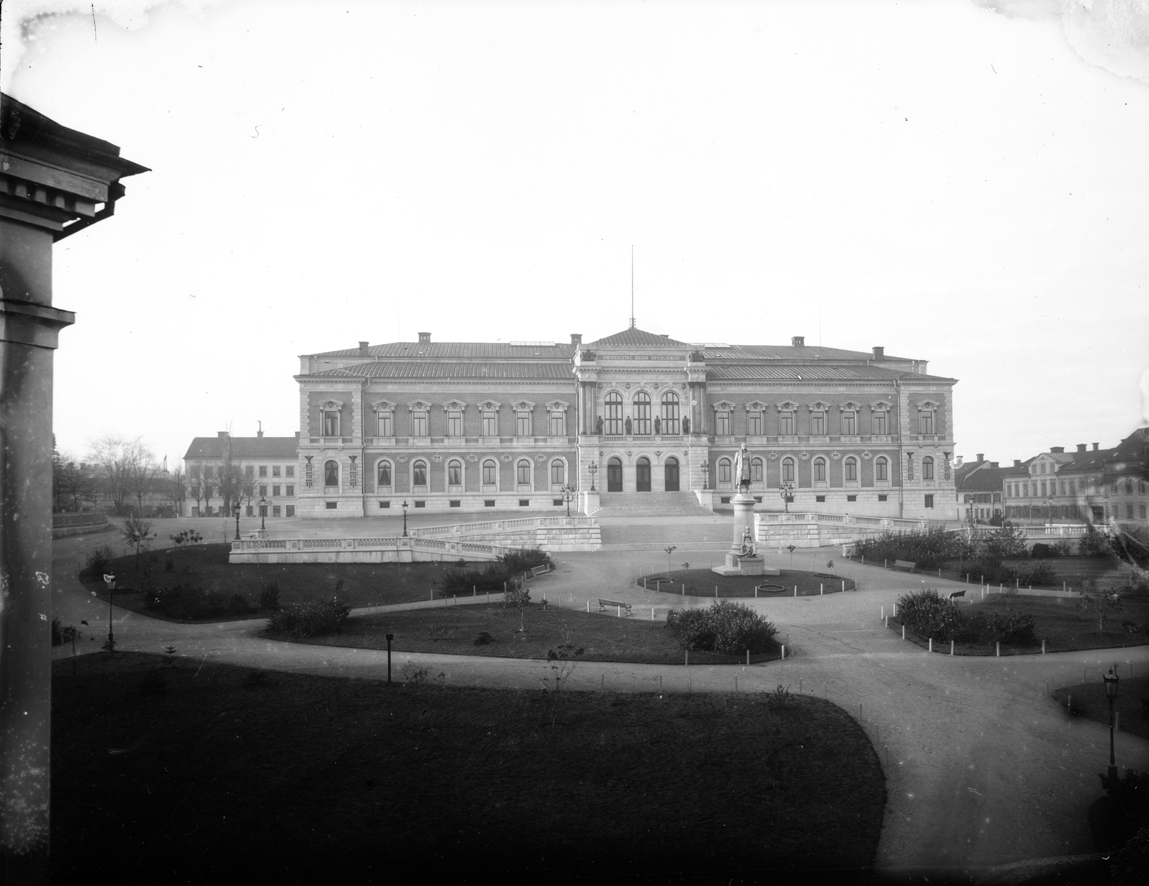
Universitetsparken i Uppsala år 1889.

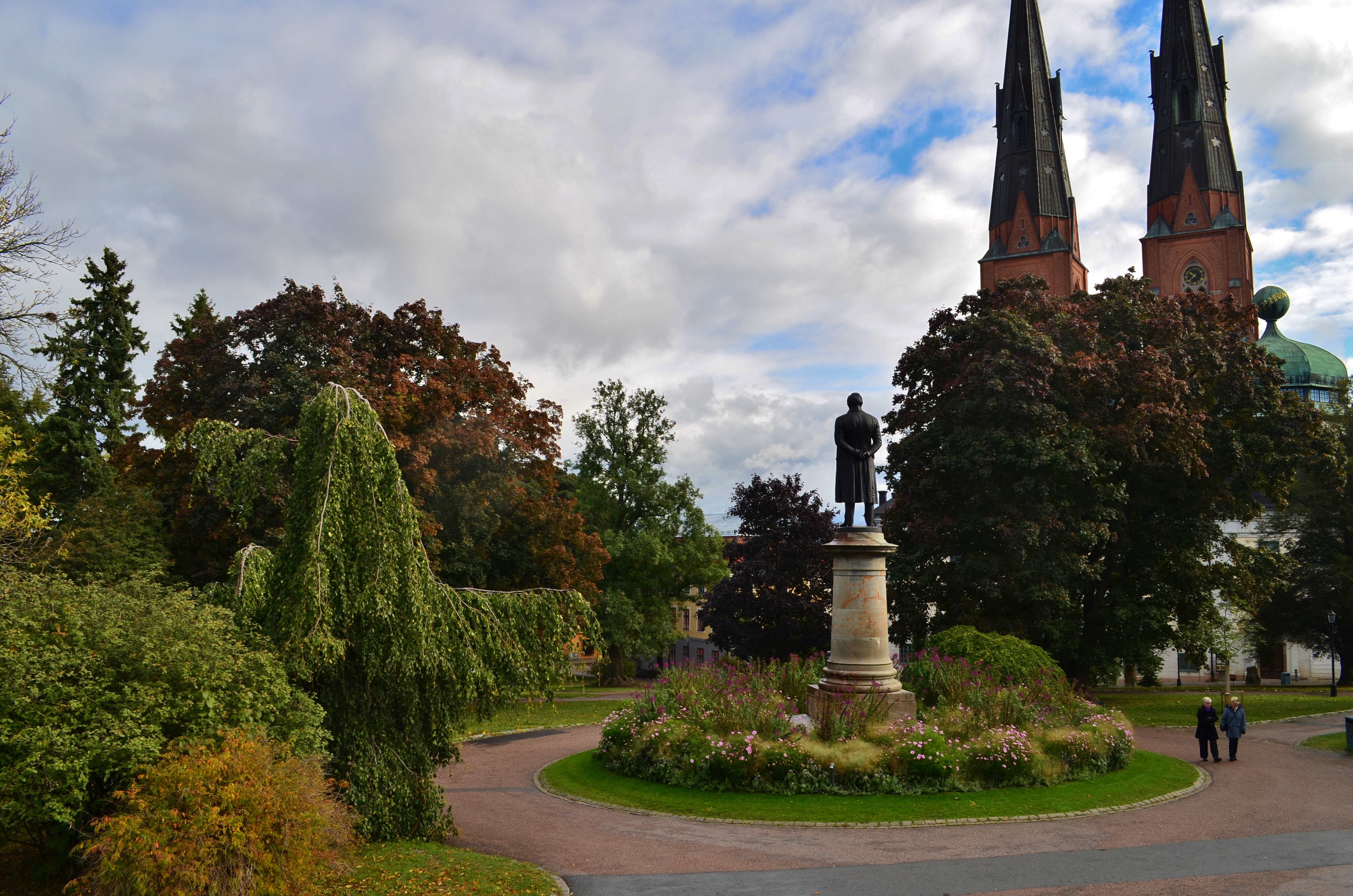
Universitetsparken år 2013, sedd från Universitetshuset.

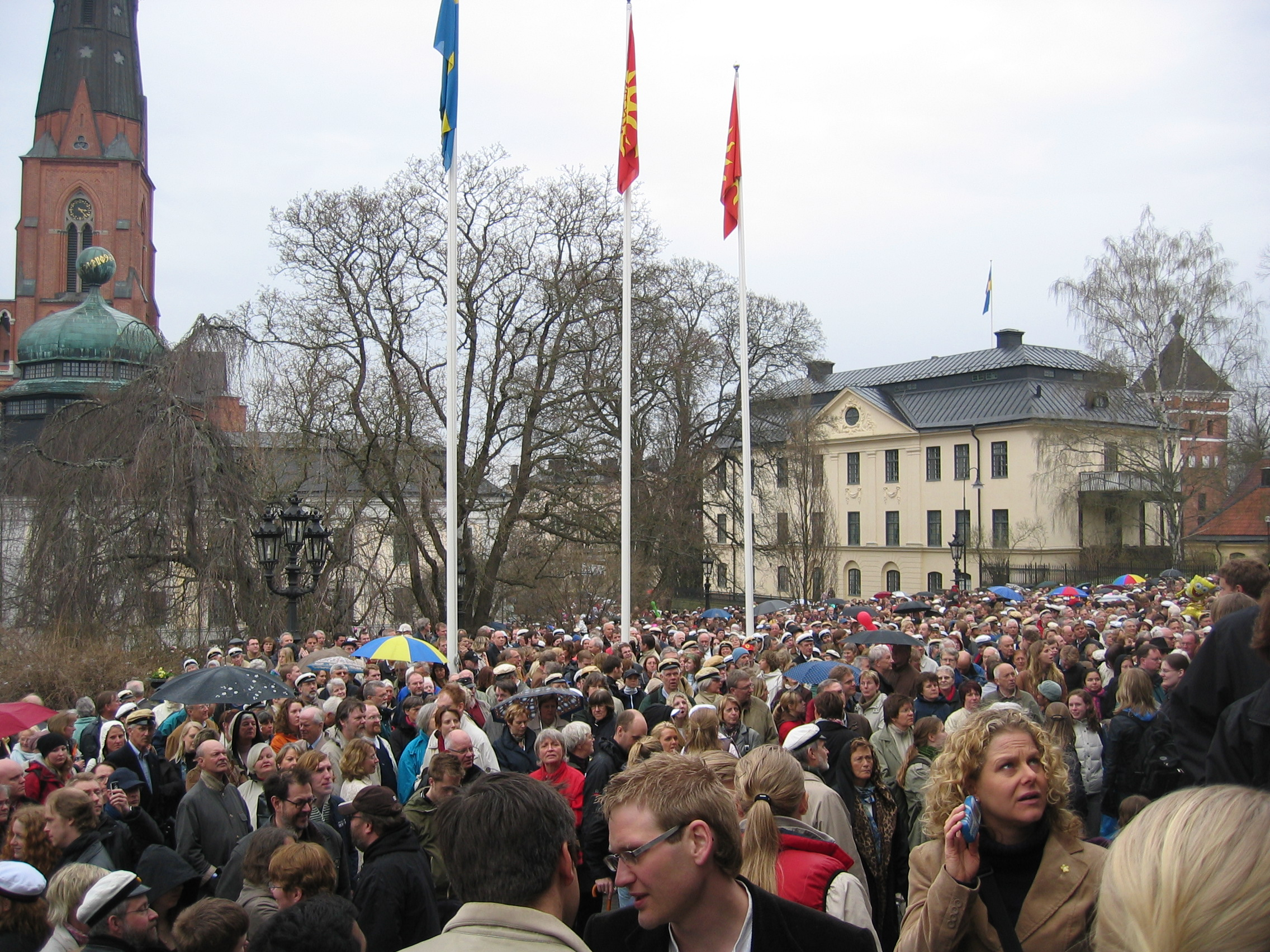
Valborgsfirande i Universitetsparken år 2005.

Universitetsparken i Uppsala är ett parkområde framför Universitetshuset, Uppsala universitets huvudbyggnad. Parken förvaltas av statens fastighetsverk.
Parken som på 1700-talet var en trädgårdsanläggning som hette Gustavianska Academiens trädgård, skapades under 1880-talet i samband med uppförandet av Universitetshuset. Parken avgränsas av S:t Olofsgatan, Sankt Larsgatan, Ekermanska huset, Gustavianum och Biskopsgatan.
I parken finns en unik flora av träd bestående av ungefär 40 arter. Sammanlagt finns det cirka 100 träd varav hälften är planterade 1887. Sedan 1970-talet har trädbeståndet föryngrats genom beskärning och nyplantering, senast 2010 då lindarna beskars kraftigt för att öka livslängden med cirka 20 år.
I Universitetsparken står en stor staty av Erik Gustaf Geijer från 1888, signerad John Börjeson. Längs Gustavianum och Biskopsgatan står nio runstenar, som hittats i och utanför staden.